# Jean Guitton
Jean Guitton (Saint-Étienne, Loire, 18 de agosto de 1901 – Paris, 21 de março de 1999) foi um filósofo e escritor francês, membro da Academia francesa.

## Biografia
Jean Marie Pierre Guitton nasceu numa família católica de Saint-Étienne: católica tradicional do lado paterno, e católica humanista do lado materno, demonstrando o seu avô materno provas de agnosticismo. Esta diversidade de expresões da Fé marca a originalidade do seu pensamento.
Aluno do Liceu de Saint-Étienne, foi brilhante nos estudos que o conduziram à Escola Normal Superior de Paris, na rua de Ulm (formatura de 1920). Obtém o grau de agregado de Filosofia em 1923, e torna-se doutor em Letras em 1933. A sua tese versava sobre O Tempo e a eternidade em Plotino e Santo Agostinho. Ensinou no liceu durante vários anos até ser nomeado para a Universidade de Montpellier em 1937.
Durante a Segunda Guerra Mundial foi prisioneiro de guerra no Oflag IV D (Elsterhorst). Amigo íntimo de Monsenhor Montini (futuro papa Paulo VI), foi protegido dos rigores do Index. Foi chamado por João XXIII a participar no Concílio Vaticano II. Paralelamente, continuou a publicar obras filosóficas e apologéticas, que o tornaram num dos maiores pensadores do século XX.
O cativeiro também foi para ele uma ocasião para escrever e publicar um ensaio, metafísico e político, sobre a identidade francesa: Fundamentos da comunidade francesa. Nesta obra, prefaciada pelo marechal Pétain a quem ele dedicou o texto, Jean Guitton propõe devolver à "Nova França", que ele pensa ver nascer após a Derrota, uma "mística" (II, 3) que resultaria na síntese do melhor do Antigo Regime e da Revolução Francesa. O seu Diário de cativeiro 1942-1943 fazia também eco das suas preocupações políticas: conta, entre outras coisas, a sua participação no "Círculo Pétain" do campo, onde dá conferências e organiza encontros entre oficiais franceses e alemães. Várias páginas do Diário foram publicadas, a partir de 7 de Março de 1943, no semanário pétainista Demain (Amanhã), cuja missão era reunir os católicos de todas as opiniões à volta do marechal Pétain. Por outro lado contribuiu para dar a conhecer Marthe Robin (ver o seu livro Retrato de Marthe Robin), que ele visitava frequentemente e a quem pediu conselho antes de se apresentar à Academia Francesa.
Em 1955 foi nomeado para a cátedra de Filosofia na Sorbonne. Foi eleito a 8 de Junho de 1961 para a Academia Francesa, a ocupar a Cadeira de Léon Bérard (1876-1960). Em 1987, foi a vez da Academia das ciências morais e políticas lhe abrir as portas, para o lugar de Ferdinand Alquié.
Jean Guitton continuou a escrever até ao fim da vida. Em 1991 foi vítima de um caso de plágio. O astrofísico Trinh Xuân Thuân acusou os irmãos Bogdanoff  de ter plagiado o seu livro La Mélodie secrète (A Melodia secreta) (1988) para o livro destes, de entrevistas com Guitton, intitulado Dieu et la science (Deus e a ciência). O processo que se seguiu limpou estas acusações.
Praticando a pintura desde a infância, Jean Guitton pintou nomeadamente uma Via Crucis para a igreja de São Luis dos Inválidos. Para cada estação, para cada etapa da “Via Sacra”, Jean Guitton realizou um “quadro” – um ícone  – no qual escreveu uma curta frase que a pintura esclarece e que revela o que ele pintou.
Pintor de talento, foi encorajado por Édith Desternes a expor regularmente as suas obras na Galerie Katia Granoff, em Paris.
Jean Guitton morreu em 1999 com 97 anos. Casado tardiamente não teve filhos. Tinha um irmão, Henri Guitton, que se tornou um economista de renome.

## Algumas das suas obras
- "Portrait d'une mère" (1933)
- Le Temps et l'éternité chez Plotin et Saint Augustin (1933)
- La Philosophie de Leibniz (1933)
- Actualité de saint Augustin (1935)
- La Pensée moderne et le catholicisme (1934—1950)
  - Perspectives (1934)
  - Newman et Renan (1938)
  - La Pensée de M. Loisy (1936)
  - Critique de la critique (1937)
  - Le Problème de la connaissance et de la pensée religieuse
  - Le Problème de Jésus et le fondement du témoignage chrétien (1946)
  - Développement des idées dans l'Ancien Testament (1947)
- Portrait de M. Pouget (1941)
- Justification du temps (1942)
- Fondements de la communauté française (1942)
- Journal de captivité 1942-1943 (1942–1943)
- Nouvel art de penser (1946)
- Le Problème de Jésus (1946)
- L'Existence temporelle (1949)
- La Vierge Marie (1949)
- Pascal et Leibniz (1951).
- Le Travail intellectuel (1951)
- Journal, études et rencontres (1959 et 1968)
- L'Église et l'Évangile, (1959)
- La Vocation de Bergson (1960)
- "Une mère dans sa vallée" (1961)
- Regard sur le concile (1962)
- Génie de Pascal (1962)
- L'Église et les laïcs (1963)
- Dialogues avec Paul VI (1967)
- Développement de la pensée occidentale (1968)
- Profils parallèles (1970)
  - Newman et Renan
  - Pascal et Leibniz
  - Teilhard et Bergson
  - Claudel et Heidegger
- Ce que je crois (1971)
- Paul VI et l'Année sainte (1974)
- Écrire comme on se souvient, Fayard (1974)
- Remarques et réflexions sur l'Histoire (1976) Artigo in Encyclopédie Clartés.
- Journal de ma vie (1976)
- Évangile et mystère du temps, Desclé de Brouwer (1977)
- L'Évangile dans ma vie, Fayard (1978)
- Paul VI secret (1980)
- Le Temps d'une vie, Retz/Centurion (1980)
- Jugements, Gallimard (1981)
- Pages brûlées, Albin Michel (1984)
- L'Absurde et le Mystère, Desclée de Brouwer, (1984)
- Portrait de Marthe Robin, Grasset (1985)
- Le Travail intellectuel, Aubier (1986)
- Œcuménisme (1986)
- Un siècle, une vie (1988)
- Dieu et la science (com Igor e Grichka Bogdanoff, 1991)
- Portrait du père Lagrange (1992)
- Celui qui croyait au ciel et celui qui n'y croyait pas (com Jacques Lanzmann, 1994)
- Le Siècle qui s'annonce (1996)
- Mon testament philosophique (1997)
- Ultima Verba (1998, avec Gérard Prévost)

## Reconhecimentos
- 1954 Grande prémio da Academia Francesa
- 1979 Medalha de ouro Montaigne
- 1986 Comendador da Legião de Honra
- 1990 Grã-cruz da ordem nacional do mérito
- Comendador das artes e das letras